# Museum für Völkerkunde Dresden

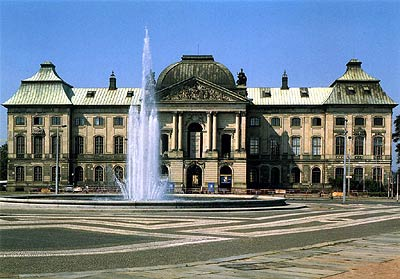
Japanisches Palais – Heimstatt des Dresdner Völkerkundemuseums, im Januar 2005

Das Museum für Völkerkunde ist ein ethnologisches Museum in Dresden in staatlicher Trägerschaft.
Das Museum beherbergt ethnographische sowie anthropologische Sammlungen mit mehr als 90.000 Objekten aus allen Erdteilen, darunter zahlreiche kostbare, unersetzliche Zeugnisse nicht mehr existenter Kulturen. Das Museum zeigt, neben Gastausstellungen zu verschiedenen Themen, wechselnde Ausstellungen aus seinen Beständen.
Das Völkerkundemuseum ist Teil der Staatlichen Ethnographischen Sammlungen Sachsen, die zu den Staatlichen Kunstsammlungen Dresden gehört.
Die Ausstellungsflächen des Museums befinden sich im Japanischen Palais. Kommissarische Direktorin der Museen in Dresden, Leipzig und Herrnhut ist Sylvia Karges, nachdem die vorherige Direktorin Léontine Meijer-van Mensch nach fast sechs Jahren nach Rotterdam zum Aufbau eines neuen Stadtmuseums wechselte.

## Geschichte

### Kurfürst August von Sachsen
Aus der im Jahr 1560 von Kurfürst August von Sachsen gegründeten Kunstkammer stammen heute die ältesten Objekte der Sammlung. Die fürstliche Sammeltätigkeit wurde im 16. und 17. Jahrhundert intensiv fortgeführt. Der anwachsende Objektbestand wurde neben der Kunstkammer auch in den Rüstkammern aufgenommen. Durch August den Starken, seit 1697 König von Polen, war in den nunmehr königlichen Sammlungen ein enormer Zuwachs an Ethnographica zu verzeichnen. Besonders in der Indianischen Kammer und nach 1683 in dem Türkischen Zelt wurden hier außereuropäische Gegenstände archiviert. Im Jahre 1728 wurde die Stiftung der Öffentlichen Königlichen Sammlungen im neu errichteten Zwinger untergebracht und die Kunstkammer von den naturwissenschaftlichen Sammlungen räumlich getrennt.

### Adolf Bernhard Meyer

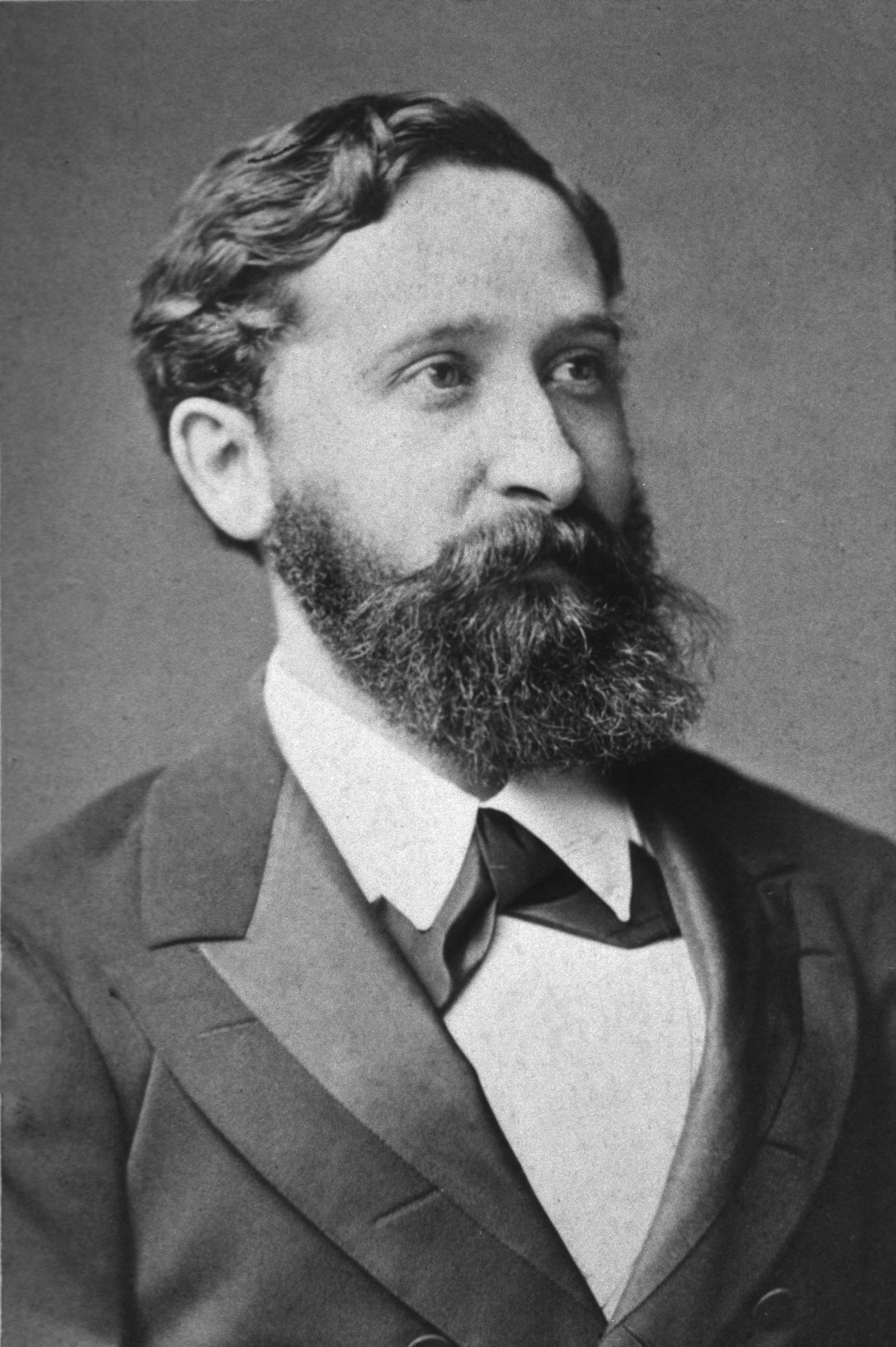
Adolf Bernhard Meyer

Im Jahr 1875 gründete der Mediziner Hofrat Adolf Bernhard Meyer im Zuge der fortschreitenden Differenzierung von Natur- und Geisteswissenschaften eine ethnographische Abteilung im Naturhistorischen Museum. Drei Jahre später erhielt es den Namen Königliches Zoologisches und Anthropologisch-Ethnographisches Museum. Im Mittelpunkt des wissenschaftlichen Interesses standen damals materielle Zeugnisse von Völkern und Regionen, in denen man – geprägt vom damals fortschrittlichen Evolutionismus – einen Urzustand der Menschheitsentwicklung zu erkennen glaubte. Hauptforschungs- und Sammelgebiet war in dieser Zeit der indonesisch-ozeanische Raum.

### Arnold Jacobi
Oberstes Ziel des zweiten Direktors Arnold Jacobi war, alle Sammlungsbereiche mit Fachspezialisten zu besetzen. Die damit am Museum tätigen Zoologen, Anthropologen und Ethnologen übernahmen parallel zu ihrer Museumsarbeit Lehraufträge an sächsischen Akademien. Der dadurch gegebene permanente Austausch von Sammlung, Forschung und Lehre garantierte eine hohe Qualität und Aktualität. Zwischen 1906 und 1936 weitete sich die völkerkundliche und anthropologische Sammeltätigkeit weiter aus. Während dieser Zeitspanne begaben sich verschiedener Forscher auf mehrere Sammelreisen, unter anderem die Neuguinea-Expedition 1910.
Im Jahre 1920 erfolgte die Umbenennung des Museums in „Museum für Tierkunde und Völkerkunde Dresden“. Es erhielt im Orangeriegebäude in der Herzogin Garten zusätzliche Depot- und Sonderausstellungsräume.
Der Völkerkundler Bernhard Struck wurde 1923 wissenschaftlicher Mitarbeiter am Museum für Tierkunde und Völkerkunde.

### Im Nationalsozialismus
In der Zeit des Nationalsozialismus, die im Zweiten Weltkrieg zur fast vollständigen Zerstörung von Teilen Dresdens führte, konnten die Museumsbestände dank günstiger Umstände rechtzeitig ausgelagert werden. Einzig die in einer Ausstellung in der Orangerie An der Herzogin Garten befindlichen Objekte, zu denen bedeutende Großobjekte gehörten, wurden zerstört. Auch der Verlust von Teilen der historischen Bildsammlung muss beklagt werden.

### Nachkriegszeit
Bereits 1946 konnten die ausgelagerten Bestände den nun getrennten Staatlichen Museen für Völkerkunde und für Tierkunde wieder zur Verfügung gestellt werden. Die anthropologische Sammlung wurde in die Bestände des Museums für Völkerkunde eingegliedert.
Die dominierenden Quellen des Sammlungsausbaus nach 1945 waren Privatsammlungen und der staatliche Handel. Daneben kamen aber auch Belege aus regionalen Studien hinzu. Das kulturpolitische Ziel dieser Zeit war nunmehr die historische Dokumentation des kulturellen Schaffens der Völker der Welt.
Im Jahr 1954 bezog das Museum Räume im Japanischen Palais. Drei Jahre später stand dem Museum mit Siegfried Wolf wieder ein fachwissenschaftlicher Leiter vor. Unter seiner Leitung wurde vor allem die Afrikaforschung forciert sowie die Studiensammlungen mit weltweiten Belegen ergänzt.

## Entwicklung nach 1990

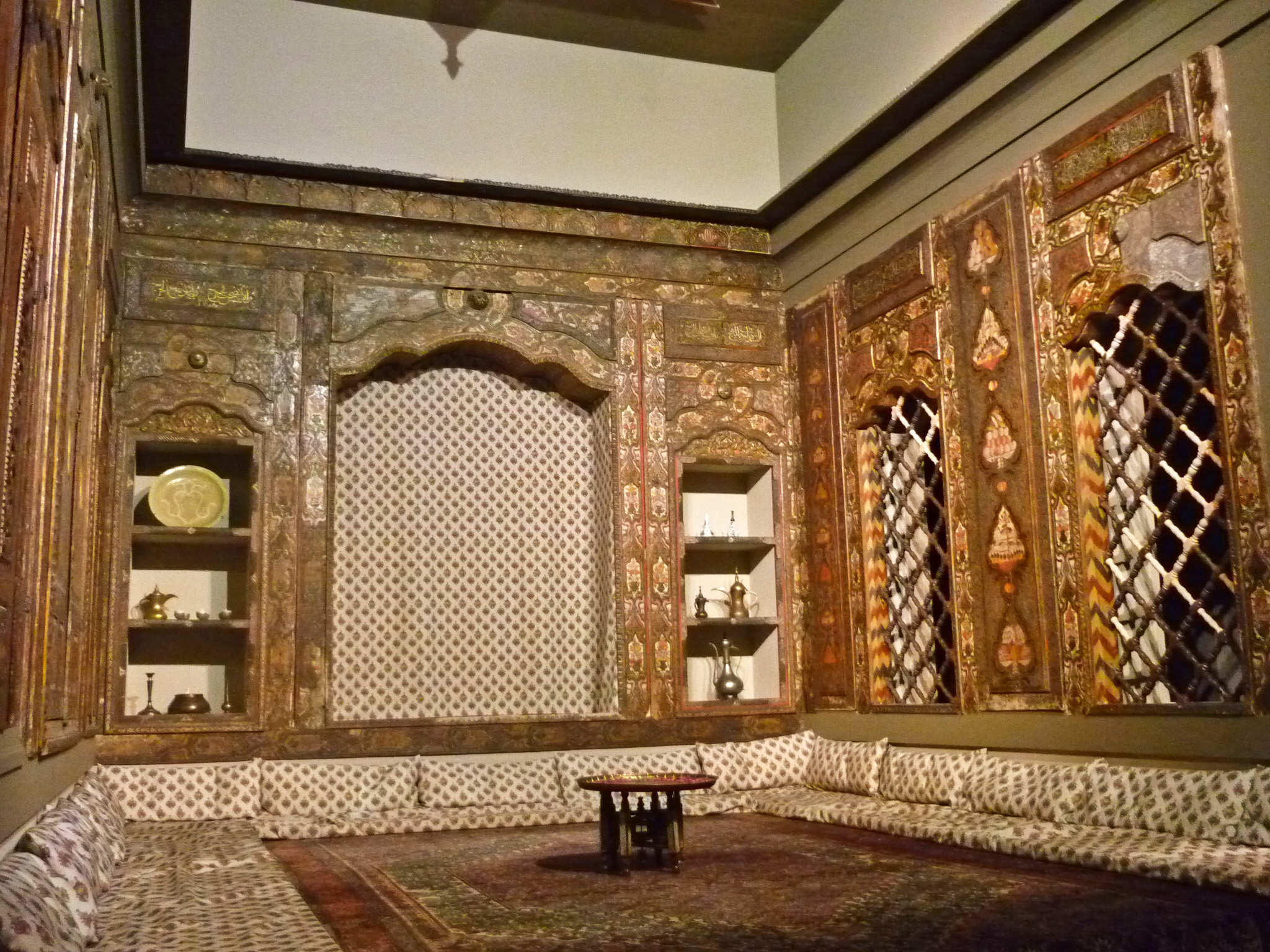
Das Dresdner Damaskuszimmer im Museum für Völkerkunde

Weiteren bedeutenden Sammlungszuwachs erhielt das Museum nach 1990 vor allem durch mehrere Sammelexpeditionen durch wissenschaftliche Mitarbeiter des Museums nach Brasilien, Indonesien, Papua-Neuguinea und Tunesien.
Seit September 2022 ist das „Dresdner Damaskuszimmer“ mit osmanischer Holzvertäfelung von 1810/11 zugänglich, das aus einem Stadthaus in Damaskus stammt. Damaskus war eine reiche Handelsstadt an der Seidenstraße. Im Jahr 1899 kaufte der Fotograf Hermann Burchardt die Holzteile durch Vermittlung des deutschen Konsuls in Damaskus und sandte sie im Auftrag von Karl Ernst Osthaus, dem Gründer des Museum Folkwang, nach Deutschland. Osthaus stellte die Holzvertäfelungen aber nie aus. Seine Erben schenkten das „Damaskuszimmer“ 1930 dem Museum für Völkerkunde Dresden. Dort lag es bis 1997 im Depot und konnte danach aus Spendengeldern bis 2022 restauriert werden. Die Bilder auf dem Holz zeigen Blumen, Obst und Häuser. Es gibt viele verschiedene farbige Muster mit Blüten und Blättern. Auf einigen Tafeln stehen goldene arabische Wörter eines Gedichts.
Im Jahr 1999 wurde mit dem Adolf-Bernhard-Meyer-Bau für die Sammlungen ein modernes Depot- und Funktionsgebäude in Dresden-Klotzsche errichtet. Die Planung des Gebäudes, in dem heute unter anderem auch die Naturhistorische Zentralbibliothek Dresden und das Museum für Mineralogie und Geologie Dresden untergebracht sind, erfolgte unter dem Direktor Heinz Israel.
Das Museum mit der Außenstelle, dem Völkerkundemuseum Herrnhut, fusionierte 2004 mit dem Museum für Völkerkunde zu Leipzig zu den Staatlichen Ethnographischen Sammlungen Sachsen unter Direktor Claus Deimel.
Gegenwärtig bestehen die Sammlungen aus ungefähr 300.000 Objekten und 200.000 Bilddokumenten. Der Sammlungsbestand umfasst die Regionen Ozeanien, Afrika, Amerika, Asien, Australien und Europa.

## Publikationen (Auswahl)
- Abhandlungen und Berichte des Staatlichen Museums für Völkerkunde Dresden